# Oppidum Milseburg

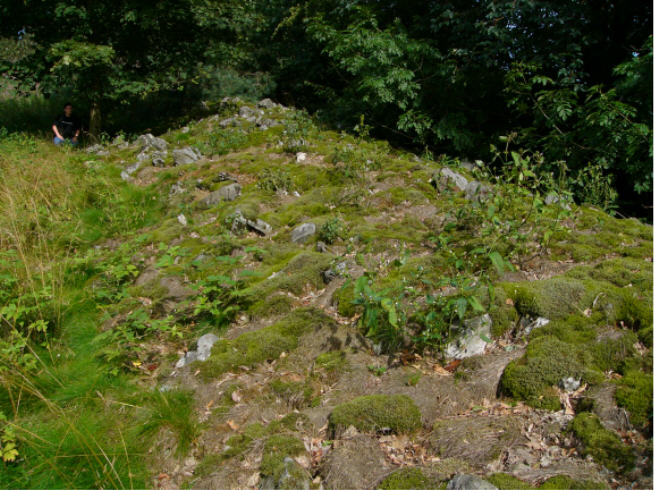
Reste des eisenzeitlichen Ringwalls um die Milseburg

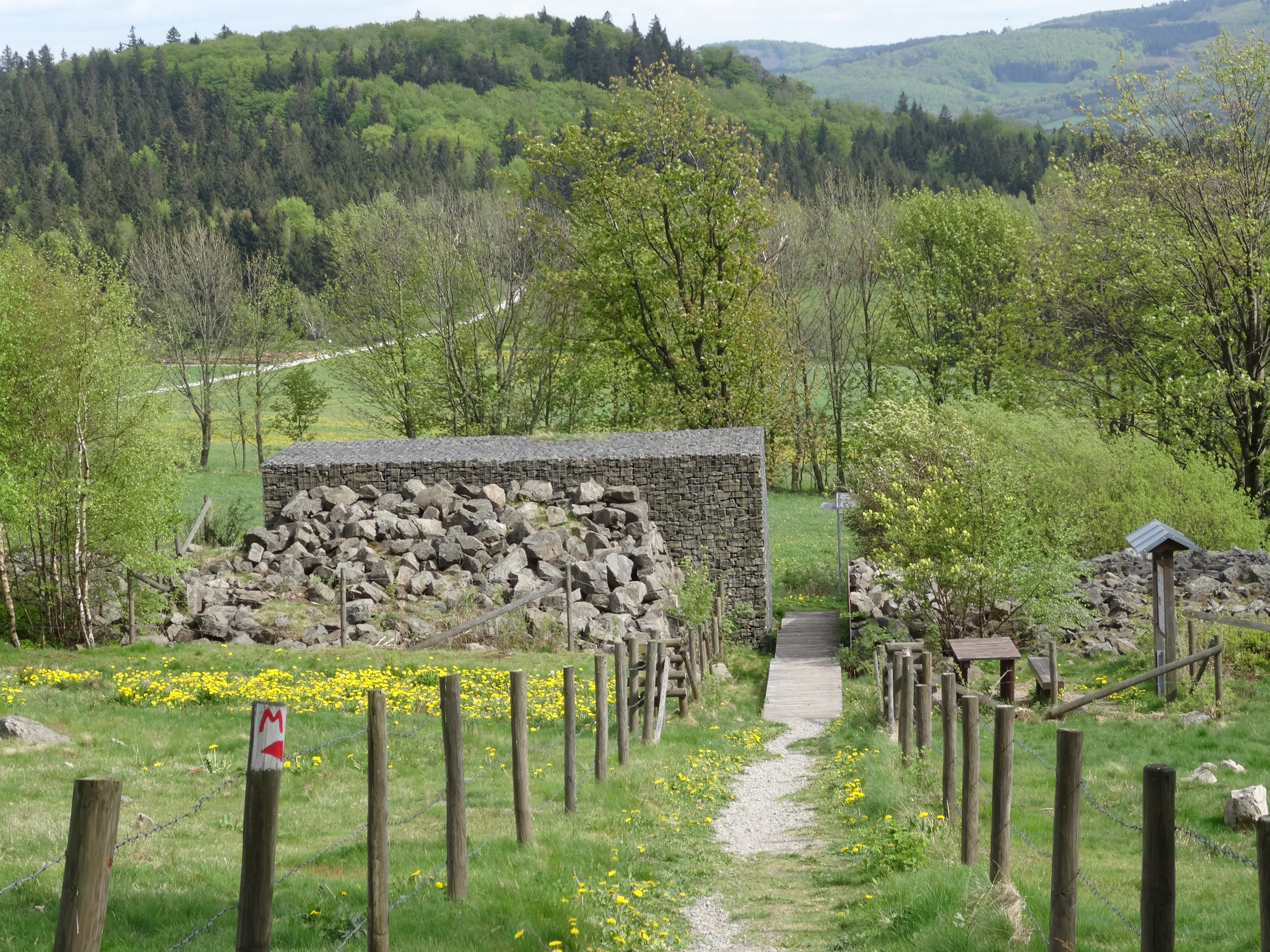
Rekonstruktion des eisenzeitlichen Ringwalls am Fuße der Milseburg

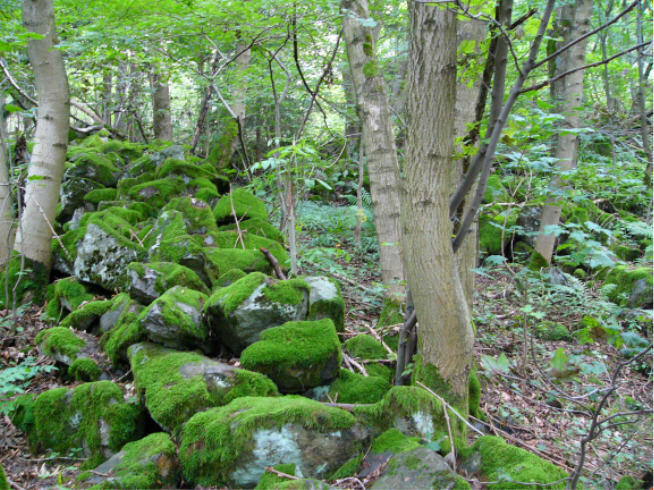
Reste der eisenzeitlichen Siedlung an der Milseburg

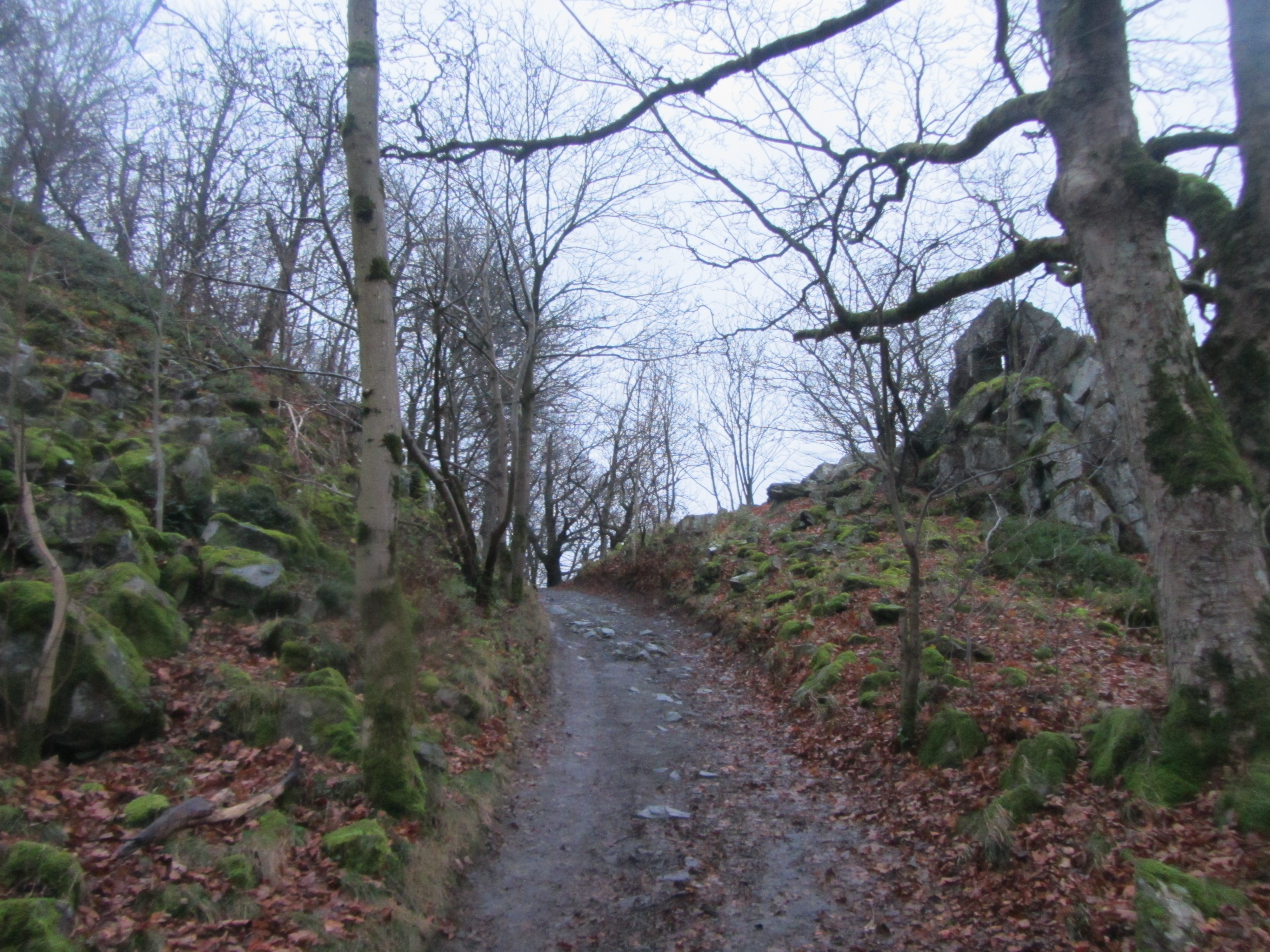
Das vermutliche Torhaus an der Milseburg

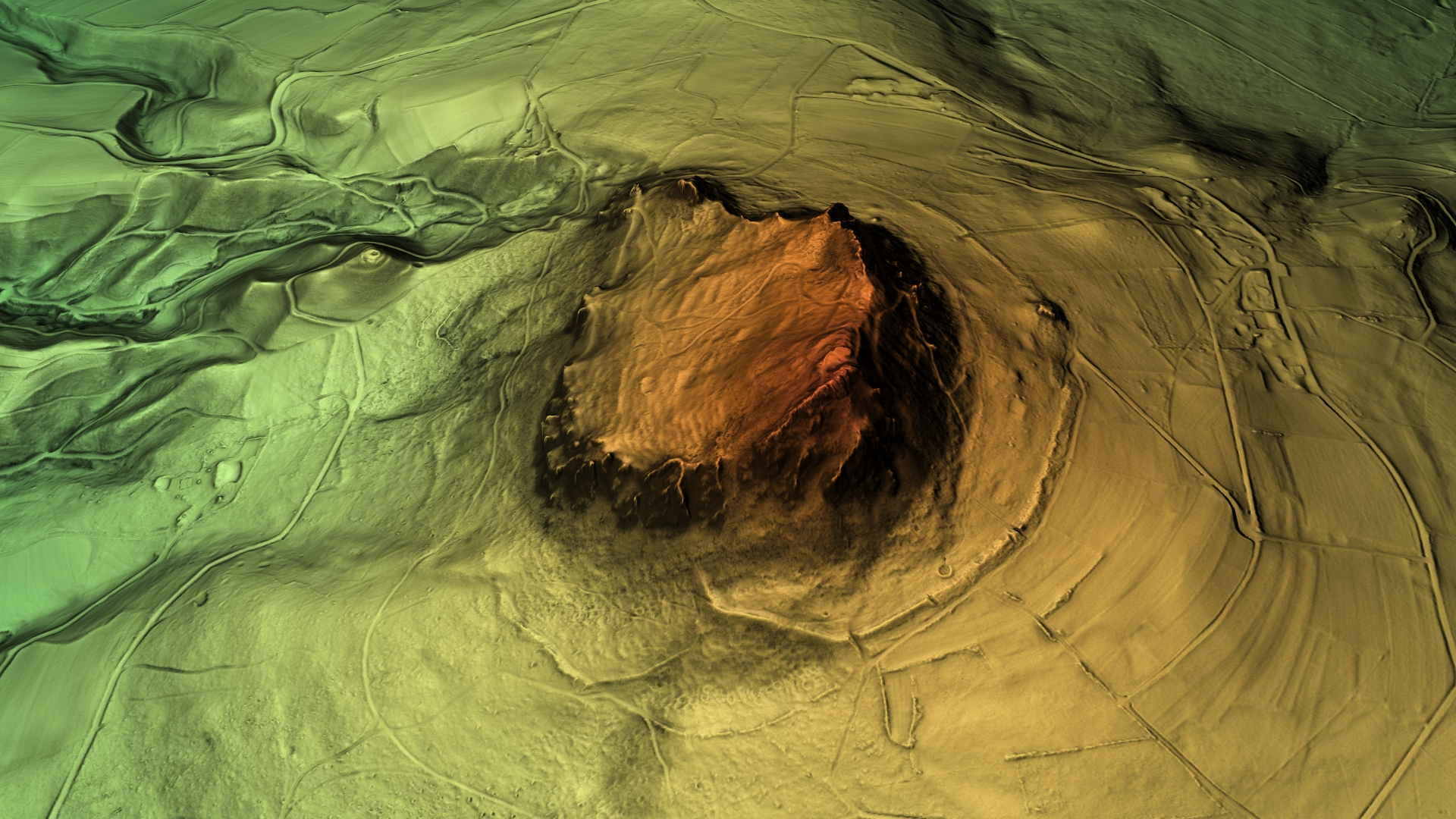
Digitales Reliefbild des Geländes um die Milseburg

Das Oppidum Milseburg ist eine stadtähnliche Siedlungsanlage (Oppidum) aus der Eisenzeit auf dem Berg Milseburg auf der Gemarkung westlich des Ortsteiles Danzwiesen der Gemeinde Hofbieber in Richtung des benachbarten Ortsteiles Kleinsassen, im Landkreis Fulda in der Rhön.

## Geschichte und Anlage des Oppidums Milseburg
Die Ringwallanlage auf der Milseburg war in der Eisenzeit besiedelt. Sie entstand wohl gegen Ende der Hallstattzeit und war bis zur späten Latènezeit, also bis ins 1. Jahrhundert v. Chr. bewohnt. Die Anlage umschließt eine Fläche von über 35 ha. Sie war mit einer an der Nord-, Ost- und Südseite errichteten, ca. 1300 m langen und bis zu 12 m breiten Mauer, einer Art Holzkastenkonstruktion, befestigt. Die nordöstlichen Abschnitte des Walls wurden beim Bau der Rhönbahn in den Jahren 1886–1889 weitgehend zerstört, weil sie als Steinbruch dienten. Die Westseite blieb zum Teil unbefestigt, da die zum Biebertal abfallenden Steilwände hier eine natürliche Befestigung darstellen. Des Weiteren existieren zwei Annexwälle von ca. 65 bzw. 85 m Länge, die eine Quelle schützen.
Das Oppidum war durch drei Tore zugänglich, von denen nur eines auch für Fuhrwerke geeignet war, da die anderen einen zu steil angelegten Zugang darstellen.
Die Milseburg liegt im Randbereich der keltischen Welt.

## Reste und Grabungsgeschichte des Oppidums
Ende des 19. Jahrhunderts wurden erste Reste des eisenzeitlichen Oppidums entdeckt. Der Heimatforscher Joseph Vonderau (1863–1951), der Kasseler Museumsdirektor Johannes Boehlau und sein Assistent, der Bibliothekar W. Lange haben zwischen 1899 und 1906 zahlreiche Siedlungsspuren ausgegraben. Sie entdeckten neben Werkzeugen und (wenigen) Waffen aus Eisen große Mengen von Keramik. Die Funde seiner Ausgrabungen befinden sich heute im Vonderau Museum in Fulda und vor allem im Hessischen Landesmuseum in Kassel.
Heute ist von der einst bedeutenden Siedlung außer dem verfallenen keltischen Ringwall an der Ost- und Südost-Seite des Bergfußes der Milseburg und zahlreichen Terrassierungen (ehemalige Wohnpodien) für den Laien wenig erkennbar.
2003 und 2004 fanden nach knapp 100 Jahren wieder Ausgrabungen auf der Milseburg statt. Leiter der archäologischen Arbeitsgruppe war bis zu seinem Tod zu Beginn des Jahres 2004 der Fuldaer Kreis- und Stadtarchäologe Matthias Müller.
Jüngste Grabungen unter Fuldas Stadt- und Kreisarchäologen Frank Verse und Grabungsleiterin Ulrike Söder vom vorgeschichtlichen Seminar der Philipps-Universität Marburg förderten unter anderem Schmuck und eine Tonscherbe mit Granitbeschichtung zu Tage. Vergleichbare Keramiken sind aus Süddeutschland und Böhmen bekannt. Die Funde sind als Importgut infolge von weitreichenden Austauschbeziehungen zu sehen.